# Pick Yourself Up with Anita O’Day
Pick Yourself Up with Anita O’Day (иногда просто Pick Yourself Up) — студийный альбом американской певицы Аниты О’Дэй, выпущенный в 1957 году на лейбле Verve Records.
В 1992 году альбом был переиздан с девятью дополнительными треками, записанными в 1956 году, три из них ранее никогда не издавались — «Your Picture’s Hanging Crooked on the Wall», «I’m Not Lonely» и «Ivy».

## Отзывы критиков
| Оценки критиков                            | Оценки критиков |
| Источник                                   | Оценка          |
| ------------------------------------------ | --------------- |
| AllMusic                                   | [ 1 ]           |
| Encyclopedia of Popular Music              | [ 2 ]           |
| MusicHound Jazz: The Essential Album Guide | [ 3 ]           |
| The Rolling Stone Jazz & Blues Album Guide | [ 4 ]           |

В рецензии для AllMusic Скотт Яноу выделил такие песни как «Don’t Be That Way», «Stompin' at the Savoy», «Pick Yourself Up», «Sweet Georgia Brown», и «I Won’t Dance», а также рекомендовал практически все записи Аниты О’Дэй 1950-х годов, поскольку, по его мнению, употребление наркотиков ещё не повлияло на её голос, и её творчество в целом было на пике. Рецензент журнала Billboard написал, что по сравнению с предыдущими, данная работа разочаровывает из-за неопределённости в вокальном отделе. Рецензент Cash Box отметил, что мисс О’Дэй со своим хрипловатым стилем чувствует себя как дома, работая со стандартами и аккуратно вписываясь в атмосферу свинга.

## Список композиций
1. «Don’t Be That Way» (Бенни Гудмен, Митчелл Пэриш, Эдгар Сэмпсон) — 2:32
2. «Let’s Face the Music and Dance» (Ирвинг Берлин) — 3:16
3. «I Never Had a Chance» (Ирвинг Берлин) — 4:22
4. «Stompin' at the Savoy» (Бенни Гудмен, Энди Разаф, Эдгар Сэмпсон, Чик Уэбб) — 3:18
5. «Pick Yourself Up» (Дороти Филдс, Джером Керн) — 3:05
6. «Stars Fell on Alabama» (Митчелл Пэриш, Фрэнк Перкинс) — 2:51
7. «Sweet Georgia Brown» (Бен Берни, Кеннет Кейси, Масео Пинкард) — 4:13
8. «I Won’t Dance» (Дороти Филдс, Оскар Хаммерстайн II, Отто Харбах, Джером Керн, Джимми Макхью) — 3:25
9. «Man with a Horn» (Эдди Деланж, Джек Дженни, Бонни Лейк) — 3:55
10. «I Used to Be Color Blind» (Ирвинг Берлин) — 3:09
11. «There’s a Lull in My Life» (Мак Гордон, Гарри Ревел) — 3:18
12. «Let’s Begin» (Отто Харбах, Джером Керн) — 2:21

Бонус-треки переиздания 1992 года
1. «I’m with You» (Джонни Мерсер, Бобби Труп) — 2:04
2. «The Rock & Roll Waltz» (Шорти Аллен, Дик Уор) — 2:44
3. «The Getaway and the Chase» (Бифф Джонс, Чарльз Мейер) — 2:25
4. «Your Picture’s Hanging Crooked on the Wall» — 2:29
5. «We Laughed at Love» (Гас Кан) — 3:09
6. «I’m Not Lonely» — 3:03
7. «Let’s Face the Music and Dance» (Alternate Take) (Ирвинг Берлин) — 3:17
8. «Ivy» (Хоги Кармайкл) — 2:45
9. «Stars Fell on Alabama» (Alternate Take) (Митчелл Пэриш, Фрэнк Перкинс) — 2:48

## Участники записи
Музыканты
- Альт-саксофон — Бад Шенк (3, 4, 6-9, 11, 12, 20, 21), Херб Геллер (3, 4, 6-9, 11, 12, 20, 21)
- Баритон-саксофон — Джимми Джуффре (3, 4, 6-9, 11, 12, 20, 21)
- Бас — Джо Мондрагон (1-12, 19-21)
- Вибрафон — Ларри Банкер (1, 2, 5, 10, 19)
- Вокал — Анита О’Дэй
- Дирижёр — Бадди Брегман (3, 4, 6-9, 11-18, 20, 21)
- Гитара — Эл Хендриксон (3, 4, 6-9, 11, 12, 20, 21), Барни Кессел (1, 2, 5, 10, 19)
- Тенор-саксофон — Боб Купер (3, 4, 6-9, 11, 12, 20, 21), Джордж Олд (3, 4, 6-9, 11, 12, 20, 21)
- Тромбон — Фрэнк Розолино (3, 4, 6-9, 11, 12, 20, 21), Джордж Робертс (3, 4, 6-9, 11, 12, 20, 21), Ллойд Ульят (3, 4, 6-9, 11, 12, 20, 21), Милт Бернхарт (3, 4, 6-9, 11, 12, 20, 21)
- Труба — Конрад Гоццо (3, 4, 6-9, 11, 12, 20, 21), Конте Кандоли (3, 4, 6-9, 11, 12, 20, 21), Гарри Эдисон (1, 2, 5, 10, 19), Пит Кандоли (3, 4, 6-9, 11, 12, 20, 21), Рэй Линн (3, 4, 6-9, 11, 12, 20, 21)
- Ударные — Элвин Столлер (1-12, 19-21)
- Фортепиано — Пол Смит (1-12, 19-21)

Даты записи
- Треки 1, 2, 5, 10, 19 — 18 декабря 1956
- Треки 6, 9, 11, 20, 21 — 19 декабря 1956
- Треки 3, 4, 7, 8, 12 — 20 декабря 1956
- Треки 13, 14 — 4 января 1956
- Треки 15, 16, 17, 18 — 23 февраля 1956

Все данные взяты из примечаний к альбому.